# Alfred von Kiderlen-Waechter
Alfred von Kiderlen-Waechter (født Alfred Kiderlen 10. juli 1852, død 30. december 1912) var en tysk diplomat og politiker, der fra den 27. juni 1910 til 30. december 1912 var udenrigsminister i Det Tyske Kejserrige.

## Opvækst og tidligt liv
Kiderlen-Waechter blev født i Stuttgart i Kongeriget Württemberg som søn af Hofbankier Robert Kiderlen, og Marie Freiin von Waechter. Faderen blev tildelt en personlig adelstitel i 1852. Moderen og hendes tre børn, herunder Alfred, blev i 1868 optaget i den Wüttembergske adel med retten til at bære navnet von Kiderlen-Waechter.
Kiderlen-Waechter gik i gymnasiet i Grimma (1868–1870). Han deltog som frivillig i Den fransk-preussiske krig i 1870-71. Efter deltagelsen i krigen studerede han fra 1871-77 retsvidenskab på universiteterne i Tübingen, Leipzig og Strassburg.

## Karriere som diplomat
Efter embedseksamen blev Kiderlen-Waechter ansat i Kejserrigets udenrigstjeneste, Auswärtiger Dienst og blev de følgende år udstationeret i København, St. Petersborg og Paris. i 1886 blev han udstationeret som 2. sekretær på Tysklands ambassade i Konstantinopel. I 1888 blev han rådgiver i den tyske udenrigstjenestes afdeling for orientspørgsmål. Han var gesandt ved ambassaden i København i 1895-1896.
Kiderlen-Waechter kom imidlertid med en række nedsættende bemærkninger om Kejser Wilhelm 2., hvorfor han faldt i vanære og blev flyttet til en stilling som udsending i Bukarest i Kongeriget Rumænien, hvor han var udstationeret i 10 år. Som repræsentant for den syge ambassadør i Konstantinopel varetog han i 1907 forhandlingerne om opførelse af Bagdadbanen. Det ufrivillige eksil i Rumænien ophørte i 1908, hvor han blev indsat som vicedirektør/vice-departementschef i udenrigsministeriet i Berlin. Han ledte forhandlinger, der bidrog til løsning af en krise i Bosnien og den fransk-tysk uenighed om Marokko.

## Udenrigsminister
Efter kansler Bernhard von Bülows afgang i 1910 blev Kiderlen-Waechter udenrigsminister i Kejserriget.
Kort efter indsættelsen fulgte den anden krise i Marokko i form af Agadirkrisen i april 1911, hvor Kejserriget sendte krigsskibe til havnen i Agadir som svar på en fransk troppeopbygning i Marokko. Krisen var et udslag af stormagternes koloniale ambitioner i Afrika. Den unge tyske nations aggressive ageren under krisen fik England til at reagere til støtte for Frankrig og fik knyttet England og Frankrig tættere sammen. Under de efterfølgende forhandlinger blev krisen afværget ved, at Tyskland gav Frankrig frie hænder i Marokko mod, at Tyskland til gengæld blev overladt en række sumpområder i det centrale Afrika (af Tyskland kaldet Neukamerun efter overtagelsen), der bl.a. gav Tyskland adgang til Congofloden.
Kiderlen-Waechters forhandlinger med England i 1912 om landenes flåder endte resultatløst. Det lykkedes ham dog at opnå tilnærmelse til Det Russiske Kejserrige.
Kiderlen-Waechter døde i Stuttgart i 1912 af et hjerteanfald.

## Eksterne links
- Litteratur af og om Alfred von Kiderlen-Waechter i katalog for Deutsche Nationalbibliothek (tysk)
- Biografi af Rolf Felbinger på LeMO, Deutsches Historisches Museum, Berlin (tysk)
- Biografi på deutsche-biographie.de (tysk)